# Towarzystwo Ćwiczącej się Młodzieży w Literaturze Ojczystej
Towarzystwo Ćwiczącej się Młodzieży w Literaturze Ojczystej – lwowskie towarzystwo literackie istniejące od grudnia 1817 roku do maja 1819 roku. Jego członkowie byli nazywani filomatami lwowskimi lub filomatami galicyjskimi.

## Historia
Pierwszym prezesem towarzystwa był Walenty Chłędowski, a jego współzałożycielami Sebastian Januszkiewicz, Stanisław Jachowicz, Franciszek Kirchner, Eugeniusz Brodzki, Karol Skwarczyński, a potem dołączyli do nich m.in. Jan Julian Szczepański, Mateusz Sartyni, Józef Wesołowski, Kajetan Słama, Franciszek Wilczyński, Franciszek Ciołkosz, Kajetan Petuł. Głównym celem związku było wzajemne kształcenie w rozmaitych gałęziach nauk, a w szczególności w literaturze ojczystej. Towarzystwo rządziło się według własnych ustaw, a jego spotkania odbywały się co tydzień. W księgozbiorze towarzystwa dominowały utwory niemieckojęzyczne, a po nich polskojęzyczne, łacińskie i francuskojęzyczne.
Towarzystwo powstało 24 grudnia 1817 roku, a rozwiązane zostało w maju 1819 z powodu przyczyn wewnętrznych i zewnętrznych - do tych pierwszych zalicza się spory wewnątrz towarzystwa, a zwłaszcza spór między Sebastianem Januszkiewiczem a oskarżanym o autokratyczny styl zarządzania towarzystwem Walentym Chłędowskim, a do tych drugich ograniczenie swobód akademickich i rozwiązanie Burschenschaftów po zamordowaniu Augusta von Kotzebuego przez Karla Ludwiga Sanda. 

## Twórczość
Wśród twórczości członków grupy dominują: bajki o charakterze narracyjnym, sielanki, elegie, anakreontyki, szarady, listy, dialogi, dramaty, powiatski itp., często inspirowane innymi twórcami. W archiwum towarzystwa znalazły się również dwa utwory określane mianem ballad (autorstwa Szczepańskiego i Chłędowskiego), jednak były one w rzeczywistości jedynie dumami inspirowanymi balladami angielskimi i niemieckimi. Twórcy towarzystwa tworzyli głównie utwory w nurcie klasycystycznym i rokokowo-sentymentalnym.
Organem prasowym towarzystwa był Pamiętnik Lwowski.